# Woodward’s Gardens
Koordinaten: 37° 46′ 4″ N, 122° 25′ 16″ W
Woodward’s Gardens war ein Vergnügungspark im Mission District in San Francisco, der ein Museum, eine Kunstgalerie, eine Menagerie und ein Aquarium enthielt. Eröffnet wurde der Park von Robert B. Woodward, der ihn von 1866 bis zu seinem Tod selbst betrieb. Das Gelände umfasste zwei Blöcke und wurde zum einen von der Valencia Street und der Mission Street und zum anderen von der 13th und 15th Street begrenzt. 1891 wurde der Park geschlossen.
Das Gelände ist als historisches Denkmal in Kalifornien unter der Nummer 454 gelistet (California Historical Landmark 454).

## Geschichte

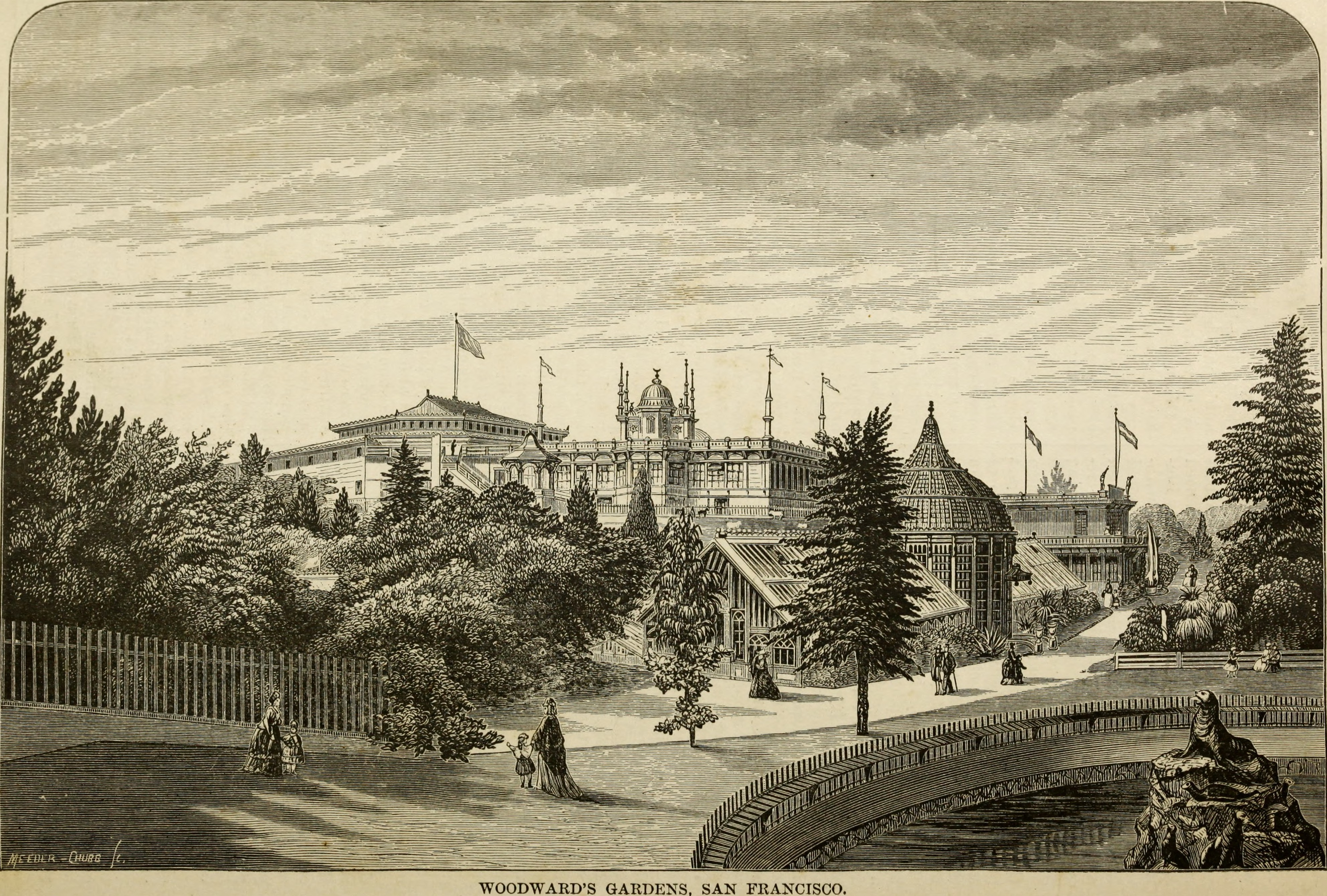
Das Gelände von Woodward’s Gardens, 1877

Robert B. Woodward (1824–1879) gelangte durch den kalifornischen Goldrausch zu Reichtum, er besaß ein Hotel in der Nähe des Hafens von San Francisco, in dem sich viele Seeleute einquartierten. Woodward erwarb vom ehemaligen US-Senator John C. Frémont ein Anwesen, auf dem er mit seiner Frau und seinen vier Kindern lebte. Nachdem er mit seiner Familie nach Napa umgezogen war, öffnete Woodward das Anwesen 1866 als Woodward’s Gardens für die Öffentlichkeit. Für 25 Cent konnten Besucher das gesamte Anwesen besuchen und nutzen. An Feiertagen kamen bis zu 10.000 Besucher nach Woodward’s Gardens.
Nachdem Robert B. Woodward 1879 gestorben war, verloren Woodward’s Gardens immer stärker an Attraktivität bei den Besuchern, bis sie schließlich 1891 geschlossen wurden. Die Familie versteigerte die Sammlungen Woodwards 1894, wobei der Großteil der Exponate von Adolph Sutro, einem Philanthropen aus San Francisco und Betreiber der Sutro Baths, erworben wurde. Das Gelände wurde in 39 Grundstücke unterteilt und verkauft.

## Der Park
Robert B. Woodward war ein Sammler verschiedener Kunstwerke und anderer Ausstellungsstücke, die er unter anderem auf Reisen nach Europa erworben hatte. Von verschiedenen Seeleuten, mit denen er sich in seinem Hotel angefreundet hatte, erhielt er Sammlerstücke aus der ganzen Welt, von präparierten Tieren über Fossilien bis hin zu Kunstwerken. Mit Eröffnung von Woodward’s Gardens wandelte er das ehemalige Wohnhaus zu einem Museum um. Woodward stellte hier unter anderem zoologische Exponate verschiedener Arten, Mineralien, botanische Sammlungen und Kunstwerke unterschiedlicher Epochen und Herkunft aus.

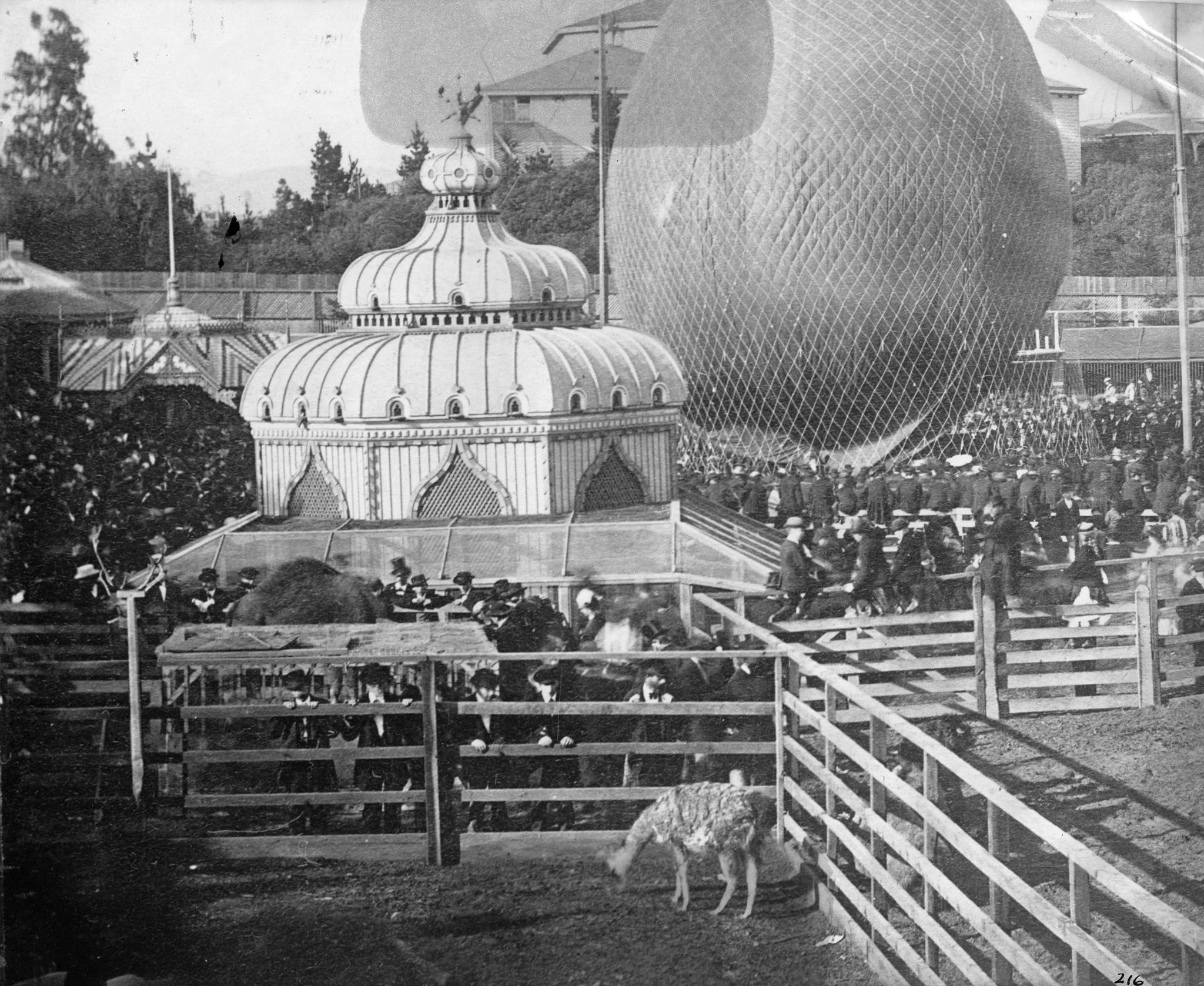
Ein Heißluftballon füllt sich in Woodward’s Gardens, im Vordergrund Tiere in ihrem Gehege

Neben dem Museum hielt Woodward auf dem Gelände auch Tiere. Das zu dieser Zeit größte Aquarium der US-amerikanischen Westküste, in dem es Süß- und Salzwasserbecken gab, wurde auf dem Anwesen betrieben. In der Nähe des Museums ließ Woodward ein Becken für Robben bauen. Zudem führte eine Unterführung unter der 14th Street, die das Grundstück teilte, in einen Bereich, in dem Tierarten in Käfigen und Gehegen gehalten wurden, beispielsweise Bisons, Kamele, Hirsche, Kängurus, Löwen und Tiger. In einer Bärengrotte wurde unter anderem „Monarch“ gehalten, der letzte und größte in Kalifornien gefangene Grizzlybär. Am ersten Tag, an dem Monarch gezeigt wurde, kamen 20.000 Besucher, um das Tier zu sehen. Dieser Grizzly wurde später zum Motiv des neuen Entwurfs der kalifornischen Flagge. Nach der Schließung von Woodward’s Gardens wurde Monarch im Golden Gate Park gehalten.
Das Parkgelände war mit vielen botanischen Arten bepflanzt. Es gab ein Restaurant, Spielgeräte, eine Rollschuhbahn und eine Bühne, auf der z. B. Musiker auftraten. Woodward präsentierte Artisten, unter anderem aus Japan, aber auch verschiedene Personengruppen in Völkerschauen, beispielsweise Indianer aus der Warm Springs Indian Reservation und Aborigines. An Sonntagen starteten regelmäßig Heißluftballons in Woodward’s Gardens. Zu Feiertagen bot Woodward Sonderaktionen an; so wurden beispielsweise an Maifeiertagen Feste für Mädchen und Jungen abgehalten.

## Gelände nach der Schließung
Nach dem Erdbeben von 1906 wurde das zerstörte Gelände neu bebaut. Unter anderem wurde von 1912 bis 1914 die San Francisco Armory errichtet, eine Produktionsstätte und ein Lager für Waffen, die bis 1976 von der California National Guard betrieben wurde. Zwischenzeitlich befand sich dieses historische Gebäude im Besitz eines Pornografie-Unternehmens, bevor es von einer Investmentfirma übernommen wurde, die das Gebäude für Büroräume und Manufakturen umbaute. Zudem befand sich auf dem ehemaligen Gelände ein nach Woodward’s Gardens benanntes Restaurant, das von den 1990er Jahren bis 2015 betrieben wurde.
Im Jahre 1949 wurde an der Mission Street/Ecke Duboce Street, dem Ort, an dem sich die Anlage befand, eine Gedenktafel zur Erinnerung an Woodward’s Gardens angebracht. Seit dem 11. Januar 1950 wird Woodward’s Gardens als historisches Denkmal der Stadt San Francisco gelistet.